# Partido Acción Revolucionaria
El Partido Acción Revolucionaria (abreviado, PAR) fue un partido político de centroizquierda en Guatemala durante la llamada Revolución de Octubre. Formado en 1945, el partido atravesó una serie de fusiones y fracturas antes de disolverse en 1954 después del golpe de Estado respaldado por Estados Unidos.

## Formación
El PAR se formó en noviembre de 1945 a través de la fusión del Partido Renovación Nacional (PRN) y el Frente Popular Libertador (FPL), que había apoyado la presidencia de Juan José Arévalo. Los dos partidos juntos tuvieron una gran mayoría en el parlamento durante la totalidad del mandato de Arévalo. 18 meses después de unirse, el FPL y el RN se separaron nuevamente, pero el PAR sobrevivió a la división y siguió siendo un jugador político. La fractura del PAR se debió en parte a las manipulaciones de Arévalo, que prefirió no enfrentarse a un solo gran partido en el parlamento.
El liderazgo del partido, similar al de otros partidos guatemaltecos importantes de la época, estaba compuesto por jóvenes urbanos de clase media, especialmente aquellos que habían estado involucrados en los levantamientos universitarios durante la Revolución de Octubre. Los líderes del partido incluyeron a José Manuel Fortuny, Víctor Manuel Gutiérrez y Augusto Charnaud McDonald.

## Giro izquierdista y división
En 1946, varias figuras radicales dentro del PAR hicieron un esfuerzo exitoso para asumir importantes posiciones de liderazgo dentro del partido. Fortuny, quien se había convertido en secretario general del PAR en 1945, fue miembro de este impulso. Un año después, Fortuny y otras jóvenes figuras radicales fundaron un grupo secreto dentro del PAR llamado Vanguardia Democratica (VD), que creía en la política marxista. Este grupo, que incluía a Guerra Borges, Silva Jonama y Alvarado Monzón, continuamente en conflicto con las facciones más conservadoras del partido, lideradas por Charnaud MacDonald y Humberto González Huárez. En la convención del partido de 1949, esta facción marxista fue derrotada en una votación de 382-120. Se les dieron algunas posiciones dentro del partido para mantener la unidad, pero ya no pudieron influir en su curso de acción. Fortuny fue destituido del cargo de secretario general, cargo que había ocupado desde 1945.
Aproximadamente al mismo tiempo, Francisco Javier Arana se acercó a Fortuny dos veces, buscando el apoyo del PAR para su candidatura en las próximas elecciones presidenciales. Fortuny objetó, afirmando que Arana no era lo suficientemente amigable con el movimiento obrero. En cambio, el PAR estuvo dispuesto a apoyar a Jacobo Árbenz, quien creía que estaba más dispuesto a promulgar un cambio progresivo. La candidatura de Árbenz en las elecciones presidenciales de 1950 fue anunciada el 5 de febrero de 1950 por el PIN, y el PAR lo respaldó poco después.
De 1947 a 1949, el PAR fue el más alejado entre los tres partidos principales. Aunque seguía siendo más pequeño que el FPL, era el respaldo más fuerte del trabajo organizado. Con el paso de los años, se hizo cada vez más distante de Arévalo. En 1949, frustrados porque no podían tomar el control completo del PAR, Fortuny y sus colegas fundaron el Partido Comunista de Guatemala (PCG), que más tarde se convirtió en el Partido Guatemalteco del Trabajo (PGT). El 20 de mayo de 1950, Fortuny y otros nueve renunciaron al PAR y anunciaron formalmente que se iban para comenzar un partido comunista.

## Presidencia de Árbenz
En julio de 1951, el PAR se dividió una vez más, cuando algunos miembros se fueron para formar el Partido Socialista (PS), descrito por los observadores como un partido sin una ideología específica. Esta facción fue dirigida por Charnaud MacDonald. En junio de 1952, el PAR se unió al FPL, el Partido Renovación Nacional, el PIN y el PS para formar el Partido de la Revolución Guatemalteca (PRG) para apoyar el programa de reforma agraria de Jacobo Árbenz. Sin embargo, esto duró solo seis semanas antes de que se dividiera nuevamente en sus componentes. A pesar de estas divisiones, el PAR fue el pilar de la coalición gubernamental desde 1951 hasta 1954. 
El PAR obtuvo un apoyo significativo del CNCG, el sindicato laboral más grande de Guatemala en ese momento. El CNCG, fundado en 1950 por un diputado del PAR llamado Castillo Flores, tenía su base entre los trabajadores agrícolas y, por lo tanto, se fortaleció después de la implementación de la política de reforma agraria de 1952. El CNCG era nominalmente independiente de cualquier partido individual, pero prestó su apoyo a todos los partidos que habían participado en la revolución de 1944, incluidos el PAR, el FPL y el RN. Era un grupo anticomunista, y por lo tanto se opuso al PGT de Fortuny. Cuando Charnaud MacDonald se fue para formar el PS en 1951, el CNCG dirigido por Castillo Flores cambió brevemente su lealtad al PS. Sin embargo, poco después Árbenz mostró su continuo apoyo al PAR al nombrar a un director del programa de reforma agraria dentro de las filas del PAR. Después de esto, Flores y el CNCG volvieron a apoyar al PAR.

## Conflictos internos y disolución
El PAR experimentó conflictos internos significativos después de su separación del PRG. En octubre de 1953, el Secretario General Francisco Fernández Foncea se puso de pie en el parlamento mientras estaba intoxicado, y declaró que apoyaba al PGT comunista, mientras describía al PAR como un "partido temporal". Una junta ejecutiva recién elegida lo expulsó. Foncea procedió a asaltar la sede del partido con una banda de simpatizantes, buscando "salvar" al partido de su nuevo comité ejecutivo. Durante muchos meses después, los cuadros del partido fueron bombardeados con mensajes de ambas facciones, cada uno buscando asegurar su lealtad.
El partido se disolvió después del golpe de Estado de 1954.